# Elitedivisionen
La Elitedivisionen (en danés: Danmarksturneringens Kvindeliga, Kvinde-DM Liga o Kvindeligaen) es la primera división de la liga de fútbol femenino de Dinamarca y está a cargo de la Unión Danesa de Fútbol. La juegan 8 equipos, y los dos primeros se clasifican para la Liga de Campeones de la UEFA.
La liga ha cambiado de nombre en numerosas ocasiones. Ha sido conocida como Danmarksturneringen i damefodbold (1975-1980), Dame 1. division (1981-1992), Elitedivisionen (1993-2016) y Kvindeligaen desde la temporada 2016-17. Por motivos de patrocinio, también fue conocida como 3F Ligaen durante catorce temporadas (2005-06 hasta 2018-19) y desde la temporada 2019-20, Gjensidige Kvindeligaen.

## Historia
La primera edición de la liga femenina danesa se jugó en 1973, un año antes del debut oficial de la selección danesa, pero no fue hasta 1994 cuando tomó su actual nombre. 
Las primeras 8 ediciones se las repartieron el BK Femina y el Ribe BK. Entre 1981 y 1993 se alternaron el Hjortshøj-Egå IF (HEI Århus) y el B 1909 con un período de hegemonía del primero de 8 años. Tras la refundación de la liga en 1994 emergieron el Fortuna Hjørring primero, el Odense BK después y finalmente el Brøndby, que ha dominado el campeonato de 2003 al 2020 con el Fortuna como única alternativa. El HB Køge rompió el dominio de estos dos clubes cuando se consagró campeón en su temporada debut del 2020-21.

## Lista de Campeones

### Danmarksturneringen i damefodbold (1973–1980)
| Temporada | Campeón       | Subcampeón            |
| --------- | ------------- | --------------------- |
| 1973      | Ribe BK (1)   | BK Stjernen Svendborg |
| 1974      | Ribe BK (2)   | BK Stjernen Svendborg |
| 1975      | BK Femina (1) | Ribe BK               |
| 1976      | Ribe BK (3)   | BK Femina             |
| 1977      | BK Femina (2) | Kolding BK            |
| 1978      | Ribe BK (4)   | BK Femina             |
| 1979      | Ribe BK (5)   | BK Femina             |
| 1980      | BK Femina (3) | B 1909                |

### Dame 1. division (1981–1992)
| Temporada | Campeón               | Subcampeón        |
| --------- | --------------------- | ----------------- |
| 1981      | B 1909 (1)            | BK Femina         |
| 1982      | Hjortshøj-Egaa IF (1) | B 1909            |
| 1983      | B 1909 (2)            | Hjortshøj-Egaa IF |
| 1984      | Hjortshøj-Egaa IF (2) | B 1909            |
| 1985      | B 1909 (3)            | Fortuna Hjørring  |
| 1986      | Hjortshøj-Egaa IF (3) | B 1909            |
| 1987      | Hjortshøj-Egaa IF (4) | Fortuna Hjørring  |
| 1988      | Hjortshøj-Egaa IF (5) | Fortuna Hjørring  |
| 1989      | Hjortshøj-Egaa IF (6) | Fortuna Hjørring  |
| 1990      | Hjortshøj-Egaa IF (7) | B 1909            |
| 1991      | Hjortshøj-Egaa IF (8) | BK Rødovre        |
| 1992      | B 1909 (4)            | Hjortshøj-Egaa IF |

### Elitedivisionen (1993–2016)
| Temporada | Campeón                | Subcampeón        |
| --------- | ---------------------- | ----------------- |
| 1993      | B 1909 (5)             | Fortuna Hjørring  |
| 1994      | Fortuna Hjørring (1)   | Hjortshøj-Egaa IF |
| 1995      | Fortuna Hjørring (2)   | Hjortshøj-Egaa IF |
| 1996      | Fortuna Hjørring (3)   | Hjortshøj-Egaa IF |
| 1996–97   | Hjortshøj-Egaa IF (9)  | Fortuna Hjørring  |
| 1997–98   | Hjortshøj-Egaa IF (10) | Fortuna Hjørring  |
| 1998–99   | Fortuna Hjørring (4)   | Hjortshøj-Egaa IF |
| 1999–2000 | Odense BK (1)          | Fortuna Hjørring  |
| 2000–01   | Odense BK (2)          | Fortuna Hjørring  |
| 2001–02   | Fortuna Hjørring (5)   | Brøndby IF        |
| 2002–03   | Brøndby IF (1)         | Fortuna Hjørring  |
| 2003–04   | Brøndby IF (2)         | Fortuna Hjørring  |
| 2004–05   | Brøndby IF (3)         | Fortuna Hjørring  |
| 2005–06   | Brøndby IF (4)         | Fortuna Hjørring  |
| 2006–07   | Brøndby IF (5)         | Fortuna Hjørring  |
| 2007–08   | Brøndby IF (6)         | Fortuna Hjørring  |
| 2008–09   | Fortuna Hjørring (6)   | Brøndby IF        |
| 2009–10   | Fortuna Hjørring (7)   | Brøndby IF        |
| 2010–11   | Brøndby IF (7)         | Fortuna Hjørring  |
| 2011–12   | Brøndby IF (8)         | Fortuna Hjørring  |
| 2012–13   | Brøndby IF (9)         | Fortuna Hjørring  |
| 2013–14   | Fortuna Hjørring (8)   | Brøndby IF        |
| 2014–15   | Brøndby IF (10)        | Fortuna Hjørring  |
| 2015–16   | Fortuna Hjørring (9)   | Brøndby IF        |

### Kvindeligaen (desde 2016)
| Temporada | Campeón               | Subcampeón       |
| --------- | --------------------- | ---------------- |
| 2016–17   | Brøndby IF (11)       | Fortuna Hjørring |
| 2017–18   | Fortuna Hjørring (10) | Brøndby IF       |
| 2018–19   | Brøndby IF (12)       | Fortuna Hjørring |
| 2019–20   | Fortuna Hjørring (11) | Brøndby IF       |
| 2020–21   | HB Køge (1)           | Brøndby IF       |
| 2021–22   | HB Køge (2)           | Fortuna Hjørring |
| 2022–23   | HB Køge (3)           | Brøndby IF       |
| 2023–24   | FC Nordsjælland (1)   | Brøndby IF       |

## Títulos por club
| Club                  | Campeón | Subcampeón | temporadas ganadas                                                                                         |
| --------------------- | ------- | ---------- | --- |
| Brøndby IF            | 12      | 10         | 2002–03, 2003–04, 2004–05, 2005–06, 2006–07, 2007–08, 2010–11, 2011–12, 2012–13, 2014–15, 2016–17, 2018–19 |
| Fortuna Hjørring      | 11      | 22         | 1994, 1995, 1996, 1998–99, 2001–02, 2008–09, 2009–10, 2013–14, 2015–16, 2017–18, 2019–20                   |
| Hjortshøj-Egaa IF     | 10      | 6          | 1982, 1984, 1986, 1987, 1988, 1989, 1990, 1991, 1996–97, 1997–98                                           |
| B 1909                | 5       | 5          | 1981, 1983, 1985, 1992, 1993                                                                               |
| Ribe BK               | 5       | 1          | 1973, 1974, 1976, 1978, 1979                                                                               |
| BK Femina             | 3       | 4          | 1975, 1977, 1980                                                                                           |
| HB Køge               | 3       | –          | 2020–21, 2021–22, 2022–23                                                                                  |
| Odense BK             | 2       | –          | 1999–2000, 2000–01                                                                                         |
| FC Nordsjælland       | 1       | –          | 2023–24 |
| BK Stjernen Svendborg | –       | 2          | |
| Kolding IF            | –       | 1          | |
| BK Rødovre            | –       | 1          | |